# Государственный строй Грузии
Государственный строй Республики Грузии — система политико-правовых, административных, экономических и социальных отношений, установленная Конституцией, принятой 24 августа 1995 года. Согласно основному закону Грузия является унитарным государством, президентской республикой.
Главой государства является президент. Высшим законодательным органом является однопалатный парламент. Исполнительной властью является Кабинет министров во главе с премьер-министром. Члены правительства ответственны перед президентом.

## Президент
Президент является главой государства, Верховным главнокомандующим Вооружёнными силами Грузии, высшим представителем Грузии во внешних отношениях.

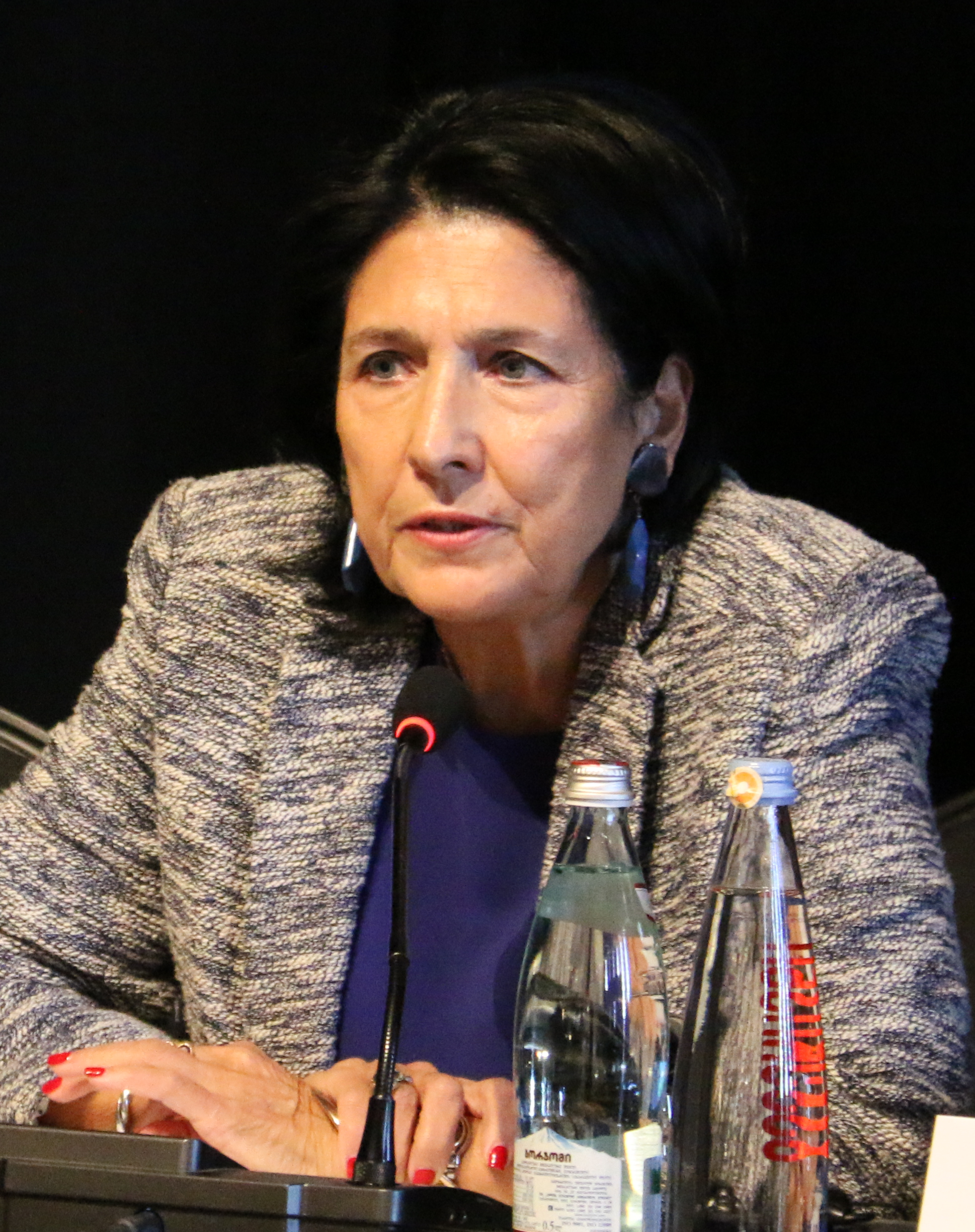
Президент Грузии Саломе Зурабишвили

Президент избирается на 5 лет всеобщим прямым тайным голосованием. Имеется право одного переизбрания. Президентом Грузии может быть избран гражданин Грузии (по рождению), достигший 40 лет, проживший в Грузии не менее 15 лет и ко дню назначения выборов проживающий в Грузии.

## Парламент
До 1991 в Грузии законодательным органом был Верховный совет Грузинской ССР, который состоял из 440 депутатов. Депутаты Верховного совета избирались каждые 5 лет путем всеобщего голосования.
С 1992 года однопалатный парламент является высшим законодательным органом Грузии. Он состоит из 150 депутатов. 77 депутатов избираются по спискам, 73 — от одномандатных округов. Все депутаты избираются сроком на 4 года на основе всеобщего, равного и прямого избирательного права при тайном голосовании.

## Судебная система
До 1990 года судебная власть в Грузии была подчинена республиканскому и центральному советскому правительству, а также КПСС.
Судебная система Грузии централизована. Судебная власть состоит из Верховного суда , Конституционного суда, Верховных судов автономных республик, апелляционного суда, окружных, областных, городских, районных судов.
Судьи назначаются Советом юстиции, а Председатель суда назначается президентом Грузии. Срок полномочий председателя суда — 5 лет. Суд